# Viktor Achter (Jurist)
Viktor Achter (* 8. Februar 1905 in Rheydt; † 16. August 1981 in Mönchengladbach) war ein deutscher Jurist und Hochschullehrer sowie Unternehmer.

## Leben
Viktor Achter, Sohn des Tuchfabrikanten Viktor Achter, besuchte von 1911 bis 1914 die Vorschule in Rheydt. Ostern 1914 wechselte er auf das Humanistische Gymnasium in Mönchengladbach und legte 1923 sein Abitur ab. Er studierte an den Universitäten in Bonn, München und Köln zuerst Kunstgeschichte, Philosophie und Musik, später Rechtswissenschaften. Am 3. August 1927 legte er sein erstes juristisches Staatsexamen ab. 1928 wurde er bei Hans Carl Nipperdey an der Universität zu Köln mit der Arbeit Das Lieferungsgeschäft in der deutschen Tuchindustrie zum Doktor der Rechte promoviert.
Von 1942 bis 1945 war Achter Vorsitzender des vom NS-Wirtschaftsministeriums weitgehend unabhängigen Lenkungsverbandes Reichsvereinigung Textilveredelung, deren Hauptziel „die Rationalisierung des Kartellsystems in der Textilfertigwarenbranche, insbesondere in der Fusion bestehender Kartelle“ war.
Er habilitierte sich 1948 in deutscher Rechtsgeschichte an der Universität Köln und lehrte ebenda als Privatdozent. 1952 wurde er zum außerplanmäßigen Professor an der Universität Köln berufen.
Achter lebte in Mönchengladbach und war dort ab 1957 als Textilunternehmer des Familienunternehmens Viktor Achter GmbH & Co., Rheydt tätig. In Köln hatte er eine Anwaltskanzlei und war als Rechtsanwalt und Strafverteidiger tätig. Er war von 1958 bis 1977 Präsident der Industrie- und Handelskammer Mönchengladbach.
1957 wurde er von Kardinal-Großmeister Nicola Kardinal Canali zum Ritter des Päpstlichen Ritterordens vom Heiligen Grab zu Jerusalem ernannt und am 7. Dezember 1957 in Köln durch Lorenz Jaeger, Großprior der deutschen Statthalterei, investiert. Viktor Achter gehörte der Komturei Aachen an, und er war Großkreuzritter des Ordens.
Im Juni 1992 wurde seine umfangreiche Bibliothek bei Hauswedell & Nolte in Hamburg versteigert, darunter sechzehn Bände aus der Bibliothek des Christian Truchseß von Wetzhausen.
Viktor Achter war seit 1933 mit Lieselotte Höpp verheiratet. Das Ehepaar hatte drei Kinder.

## Ehrungen
- 1957: Ritterschlag zum Ritter vom Heiligen Grab zu Jerusalem
- 1969: Großes Verdienstkreuz des Verdienstordens der Bundesrepublik Deutschland
- Ritter des Päpstlichen Gregoriusorden

## Schriften
- Das Lieferungsgeschäft in der deutschen Tuchindustrie, Hütter 1929
- Von der Automatik der Sühne zur Bestrafung des Täters = Geburt der Strafe, Klostermann Frankfurt am Main 1951
- Über den Ursprung der Gottesfrieden, Scherpe Krefeld 1955
- Der Prozess gegen Jesus von Nazareth, 1964
- Vorträge, Kühlen, Mönchengladbach 1977, ISBN 3-87448-096-8.